# Astragalus haematosemius
Astragalus haematosemius là một loài thực vật có hoa trong họ Đậu. Loài này được Sirj. & Bornm. miêu tả khoa học đầu tiên.